# Михаил Каридов
Михаил Янков Каридов е български офицер, генерал-майор от генералния щаб, старши адютант в щаба на 7-а пехотна рилска дивизия и началник на Оперативната секция на същата дивизия през Балканската (1912 – 1913) и Междусъюзническата война (1913), началник-щаб на 5-а пехотна дунавска дивизия и началник-щаб на 2-ра пехотна тракийска дивизия през Първата световна война (1915 – 1918).

## Биография
Михаил Каридов е роден на 16 февруари 1874 г. в Пловдив, Османска империя. През 1896 г. завършва в 17-и випуск на Военното на Негово Княжеско Височество училище и е произведен е чин подпоручик. От 15 ноември 1900 г. е поручик, от 1905 – капитан, а на 4 септември 1910 е произведен в чин майор. Завършва Генералщабната академия в Русия. През 1911 г. е назначен за старши адютант в щаба на 7-а пехотна рилска дивизия.
По време на Балканската (1912 – 1913) и Междусъюзническата война (1913) майор Каридов продължава службата си като старши адютант в дивизията и е началник на Оперативната секция в щаба на същата дивизия. За участието си във войните е награден с Военен орден „За храброст“ III степен, 2 клас. След войните, на 15 ноември 1914 г. е произведен в чин подполковник, а в навечерието на войната служи временно като началник на мобилизационната секция в Щаба на армията.
По време на Първата световна война (1915 – 1918) подполковник Каридов първоначално е началник-щаб на 5-а пехотна дунавска дивизия, за която служба през 1917 г. съгласно заповед № 679 по Действащата армия е предложен за награждаване с Военен орден „За храброст“ III степен, 2 клас, а орденския съвет намира, че може да бъде награден с Орден „Св. Александър“ III степен с мечове по средата. За същата служба през 1917 г. съгласно заповед № 905 по Действащата армия е награден и с Военен орден „За храброст“ IV степен, 1 клас.
След това Каридов е началник-щаб на 2-ра пехотна тракийска дивизия, като през 1921 г. за тази служба със заповед №355 по Министерството на войната е потвърдена наградата му с Орден „Св. Александър“ III степен с мечове по средата. В периода 1 май 1916 – 11 април 1917 служи като командир на 5-и пехотен дунавски полк. На 30 май 1917 г. е произведен в чин полковник. Служи като началник на Школата за пехотни подофицери в Ниш. По-късно служи в 1-ва бърза дивизия, 1-ва пехотна софийска дивизия и като началник на 3-та пехотна балканска дивизия. През октомври 1919 е избран за председател на Военния съюз. Уволнен е от служба през 1920 година.
През 1930 г. е произведен в чин генерал-майор. Умира през 1950 г. и е погребан в Централните софийски гробища.

## Семейство
Генерал-майор Михаил Каридов е женен и има 4 деца. Брат е на капитан Георги Каридов.

## Военни звания
- Подпоручик (1896)
- Поручик (15 ноември 1900)
- Капитан (1905)
- Майор (4 септември 1910)
- Подполковник (15 ноември 1914)
- Полковник (30 май 1917)
- Генерал-майор (1930)

## Образование
- Военно на Негово Княжеско Височество училище (до 1896)
- Генералщабната академия в Русия

## Награди
- Военен орден „За храброст“ IV степен, 2 клас (1913)
- Военен орден „За храброст“ IV степен, 1 клас (1917)
- Орден „Св. Александър“ IV степен с мечове по средата
- Орден „Св. Александър“ III степен с мечове по средата (1917/1921)
- Орден „За заслуга“ на обикновена лента